# Aida Boubaker
Aida Boubaker (arabe : عايدة بوبكر) est une actrice tunisienne. Elle est notamment connue pour avoir joué dans la série ramadanesque Fawazir Fawanis de Raouf Kouka.

## Télévision
- 1994-1995 : Fawazir Fawanis
- 2004 : Jari Ya Hammouda